# Феодосий (Василевич)
Епископ Феодосий (Василевич или Василиевич или Баевский) — епископ Киевской митрополии Константинопольского патриархата, епископ Мстиславский, Могилевский и Оршанский.

## Биография
«Простого звания», по словам его противников (униатов, полоцкого архиепископа — митрополита Гавриила Коленды и витебско-мстиславско-могилевского епископа Киприана Жоховского), и «древнего рода», по выражению королевского привилея.
Учился в Киево-Братской коллегии; в ней же преподавал пиитику в 1646—1647 годы, риторику в 1647—1648 годы, философию в 1649—1651 годы.
В июне 1649 году ездил в Москву в качестве представителя Киево-Братского монастыря ходатайствовать за него пред царём Алексеем Михайловичем. Был наместником этого монастыря и «префектом школ».
В 1653 году был избран в игумены Киевского Златоверхого Михайловского монастыря. В 1654 году, во время поездки в Литовские края, его избрали там, и митрополит Сильвестр Коссов поставил архимандритом Слуцкого Троицкого монастыря.
В 1654 году гетман Хмельницкий говорил царю о Феодосии: «Той архимандрит зело потребен есть церкви святой, искусен муж и премудр и на вся дела веры нашей благочестивой благопотребен, и тебе, великому государю нашему, верен и всякого добра прямо желает». В том же году, после начала войны России с Речью Посполитой, кратко высказался за включение Киевской митрополии в состав Московского Патриархата и был автором нескольких челобитных писем царю Алексею Ивановичу. Однако уже в 1655 году Феодосий сменил позицию и высказался за сохранение прежней юрисдикции киевской митрополии. Возмущенный царь потребовал от патриарха московского и всея Руси Никона предать архимандрита анафеме, но тот отказался, объяснив, что не имеет права вмешиваться в чужую юрисдикцию. Несмотря на это, из-за давления российских властей Феодосий Василевич вынужден был отказаться от должности в пользу пророссийского священника Феодосия Сафоновича.
Уже в письмах 1655 года именуется и «наместником митрополии корунным». В 1659 году митрополит Дионисий Балабан, большей частью проживавший в Слуцком монастыре у Василевича, учредил в Слуцке консисторию по образцу Киевской. Благословенный лист киевского митрополита Иосифа Нелюбовича-Тукальского (3 декабря 1663 года) подтвердил за Феодосием право быть «наместником митрополитанским в Великом Княжестве Литовском». Из протестации Киево-Печерского монастыря (10-го июля 1699 года) видно, что Феодосий, когда Слуцкая архимандрия в военные времена была разорена, лет десять с лишком жил в Дятловичах, называл себя старшим Дятловичского монастыря, тратил его имущество на себя и своих светских родственников.
В привилее польского короля Михаила, данном в Варшаве 12 (20?) апреля 1672 г., читаем: По вступлении на митрополию Киевскую, Галицкую и всея Руси о. Иосафата (Иосифа) Нелюбича Тукальского, епископа Могилевского, Мстиславского и Оршанского (избран в митрополиты в 1663 г.), духовные и светские люди греческой религии, не находящиеся в унии, по свободном избрании (годом избрания Феодосия в епископы считают 1669 г.), представили нам достойных кандидатов на эту епископию; из них, имея в виду хорошо известные высокие нравственные качества, способность, благочестие, ревность к умножению славы Божией и старожитность происхождения о. Феодосия Василевича, слуцкого архимандрита… ему даем и предоставляем епископию Мстиславскую, Оршанскую и Могилевскую с церковью св. Спаса в гор. Могилеве и монастырем при ней, этой кафедре Мстиславских епископов, с прочими церквами, деревнями, имениями и т. д. По сведениям белорусского архидиакона Каллиста Заленского (в 30-х годах XVIII в.), Феодосий «номинатом (нареченным епископом) оставался в течение 5 лет и только уже после того получил от короля Михаила утвердительную грамоту», то есть привелей 1672 года.
По жалобе вышеназванных униатских епископов Белоруссии в том же 1672 году возникло в асессорском задворном королевском суде дело о незаконности получения Феодосием Василевичем королевского привилея, который декретом того же короля 18 января 1673 года и был кассирован; в декрете повелевается, чтобы Феодосий не смел присваивать себе титул Могилевского и Белорусского епископа, принимать посвящение (по другим сведениям, он «хиротонисан в 1669 г.»?), управлять Могилёвской епархией. В документе, датированном 20 февраля 1676 годом в Кракове, видим его собственноручную подпись (по-польски): Феодосий Василевич, номинат епископии Белорусской, архимандрит Слуцкий. Мандатом короля Яна III от 14 марта 1676 года Феодосий вызывается в суд по поводу того, что он, вопреки декрету об отмене привилея, заправляет духовными делами во всем великом княжестве Литовском. Тот же Ян III на сейме во время коронации в Кракове по просьбе Феодосия Василевича 16 марта 1676 года подтвердил привилей 1672 года, называя его «белорусским епископом» и милостиво обещая, что если бы ante et post in contrarium вышли касательно этой белорусской епископии какие-нибудь листы, рескрипты, судебные решения, он, король, настоящим подтвердительным привилеем кассирует их, объявляет несправедливыми и недействительными. И, однако, почти тогда же по жалобе полоцкого униатского архиепископа Киприана Жоховского королевским мандатом 26 апреля 1676 года запрещается слуцкому архимандриту Феодосию Василевичу пользоваться имениями епископии и исполнять епископские обязанности. В протестации Киево-Печерского монастыря 3 марта 1677 года упоминается о привилее, выхлопотанном у короля «белорусским епископом» Феодосием Василевичем на монастырские имения в великом княжестве Литовском. В привилее 12 марта 1677 года, за собственноручной подписью короля Яна, об отдаче имений Киево-Печерского монастыря в Волынском воеводстве в администрацию львовскому епископу Иосифу Шумлянскому до тех пор, пока Москва не вернёт Киева, указывается, что подобным же образом белорусский епископ Василевич управляет имениями этого монастыря в Литовском княжестве. 18 марта 1677 года издан декрет асессорского суда заочный (вследствие неявки слуцкого архимандрита Феодосия Василевича в суд даже после четвертого позова) о кассации привилея на Белорусскую епископию, т. e. о возобновлении такого же декрета 18 января 1673 года, с воспрещением ему титуловаться «белорусским епископом», посвящаться, утверждать православную кафедру (sedem schismatis figere) в Могилеве и т. д.
31 марта 1677 года Киприан Жоховский, митрополит Руси, архиепископ полоцкий, витебский, мстиславский, и «Феодосий Василевич, епископ мстиславский, оршанский, могилевский, архимандрит слуцкий» собственноручно подписали в Варшаве постановление об отсрочке судебного процесса между ними до будущего сейма. По «Диариушу» св. Димитрия Ростовского, 14 августа 1677 года в м. Новодворе «преосвященный Феодосий Василевич, епископ белорусский, с клиром и немалым числом священников учинил пренесение чудотворному Пресв. Богородицы образу из старой церкви в новую».
Время деятельности Феодосия Василевича было тем тревожным временем для его родного края, когда шли войны за Малороссию, когда положение киевского митрополичьего престола бывало неопределенным, колеблющимся, раздвоенным, когда возник вопрос о подчинении киевской митрополий московскому патриарху, когда боролись тут московские и польские влияния, местные традиции и чуждые им стремления.
Он был поборником православия и неустанно боролся с униатами, был представителем и охранителем православия в целой польской области; приводят данные для доказательства, что «Феодосий, 14 лет управлявший Белорусской епархией (5 в качестве администратора её и 9 как действительный епископ её), достиг в этой епархии такого благоустройства, что при нем, несмотря на враждебность к православной церкви католического духовенства и общества и самого правительства Польши, сделано было в Могилеве многое для пользы православия».
В октябре 1677 года «белорусский епископ» Феодосий Василевич не мог явиться в Вильну на скарбовый трибунал по причине «своей болезни».
Привилеем 30 июня 1678 года имения Киево-Печерского монастыря в великом княжестве Литовском король Ян III передает в администрацию Иосифу Шумлянскому, «по кончине Белорусского епископа Василевича».
Он умер в понедельник, 11 марта 1678 года, в Люблине; в октябре того же года погребен греческим митрополитом Макарием Лигариди в Дятловичском монастыре; при погребении надгробное слово говорил св. Димитрий Ростовский, бывший тогда проповедником в Слуцком монастыре.